# ランドサット8号
ランドサット8号(Landsat-8)は、アメリカ地質調査所(USGS)が運用する地球観測衛星。

## 概要

### 計画
ランドサット8号は、LDCM (Landsat Data Continuity Mission)として計画された衛星である。
40年以上の歴史を持つランドサット計画で蓄積されたデータと連続性を持つデータを提供することが、ミッションの主な目的である。

ランドサット8号の観測データは、地形や土地被覆の把握、土地利用計画の策定や災害対応への支援、
気候変化、炭素や水の循環、生態系などの分野の研究での利用が想定されている。
ランドサット8号のミッションは、NASAとUSGSによって分担されている。
NASAは、搭載センサを含む衛星本体の開発、衛星打ち上げと軌道上での運用実証を担当した。
USGSは、地上データ処理システムの提供、打ち上げ後の衛星運用、データプロダクトの作成を担当している。

### 打ち上げ
2013年2月11日18時02分(UT)に、カリフォルニア州のヴァンデンバーグ空軍基地の第3発射施設から、アトラスⅤロケットで打ち上げられた。
36回目のアトラスⅤロケットの打ち上げで、補助ロケットなし、第二段エンジン1基、4mフェアリングで構成される401型が使用された。
アトラスⅤロケットの打ち上げサービスは、ユナイテッド・ローンチ・アライアンスによって提供されている。

### 運用
観測幅は185 km×180 kmで、通常は衛星直下を撮影する。一日あたり400シーンが撮影され、
Xバンドを使用して最大384 Mbpsでダウンリンクされる。
データの受信はサウスダコタ州にあるアメリカ地質研究所EROSデータセンターで行われるほか、
世界各国が独自に受信局を設置することが認められており、
そのデータを活用してUSGSは全球のアーカイブを整備するシステムとなっている。

## 観測センサ
データの継続性を保つため、ランドサット8号に搭載されているセンサは、ランドサット7号のものとほぼ同一の観測能力を持つ。

### OLI (Operational Land Imager)
陸域イメージャ(OLI)は観測の中心となるマルチスペクトルセンサで、
可視から近赤外の9つの観測バンドを有し、基本的な解像度は30 mである。
バンド8はパンクロマチックバンドで、ランドサット7号と同様に15 mの解像度を持つ。
NASAの地球観測衛星EO-1でテストされた技術が反映されており、
従来のランドサット衛星に搭載されたセンサより、可動部を減らして信頼性の向上が図られてほか、
巻雲や沿岸域の調査などに使用するため、2つのバンドが追加されている。

### TIRS (Thermal Infrared Sensor)
熱近赤外センサ(TIRS)は、地表から放出される熱赤外線をとらえるセンサで、解像度は100mである。
ランドサット7号ではETM+の一つのバンドにまとめられていたが、ランドサット8号では2つのバンドに
分けられ、それぞれのバンドで検出を行うように改められた。
検出器にはゴダード宇宙飛行センターで開発された量子井戸型赤外線検知素子が使用されている。
| ランドサット8号 (OLI, TIRS) | ランドサット8号 (OLI, TIRS) | ランドサット8号 (OLI, TIRS) | ランドサット8号 (OLI, TIRS) | ランドサット7号 (ETM+) | ランドサット7号 (ETM+) | ランドサット7号 (ETM+) | ランドサット7号 (ETM+) |
| 観測機器                    | バンド                      | 波長                        | 解像度                      | 観測機器               | バンド                 | 波長                   | 解像度                 |
| OLI                         | 1                           | 0.43-0.45 μm                | 30 m                        | ETM+                   |                        |                        |                        |
| OLI                         | 2                           | 0.45-0.51 μm                | 30 m                        | ETM+                   | 1                      | 0.45-0.52 μm           | 30 m                   |
| OLI                         | 3                           | 0.53-0.59 μm                | 30 m                        | ETM+                   | 2                      | 0.53-0.61 μm           | 30 m                   |
| OLI                         | 4                           | 0.64-0.67 μm                | 30 m                        | ETM+                   | 3                      | 0.63-0.69 μm           | 30 m                   |
| OLI                         | 5                           | 0.85-0.88 μm                | 30 m                        | ETM+                   | 4                      | 0.78-0.90 μm           | 30 m                   |
| OLI                         | 6                           | 1.57-1.65 μm                | 30 m                        | ETM+                   | 5                      | 1.55-1.75 μm           | 30 m                   |
| OLI                         | 7                           | 2.11-2.29 μm                | 30 m                        | ETM+                   | 7                      | 2.09-2.35 μm           | 30 m                   |
| OLI                         | 8(パンクロ)                 | 0.50-0.68 μm                | 15 m                        | ETM+                   | 8(パンクロ)            | 0.52-0.90 μm           | 15 m                   |
| OLI                         | 9                           | 1.36-1.38 μm                | 30 m                        | ETM+                   |                        |                        |                        |
| TIRS                        | 10(熱赤外)                  | 10.60-11.19 μm              | 100 m                       | ETM+                   | 6(熱近赤外)            | 10.40-12.50 μm         | 60 m                   |
| TIRS                        | 11(熱赤外)                  | 11.50-12.51 μm              | 100 m                       | ETM+                   |                        |                        |                        |

## データ公開
日本では、産業技術総合研究所(AIST)がGEOGridプロジェクトの一環として、アメリカ地質調査所と協力契約を締結、受信局を設置しており、
2013年11月22日より、Landsat-8 直接受信・即時公開サービスでデータを一般公開している
。
データの受信は熊本県上益城郡益城町にある東海大学宇宙情報センターの5mパラボラアンテナを利用して行われている。
データの受信からウェブでの公開までの処理は全て自動化されており、データ受信後90分程度でウェブ公開されている。

ウェブページでは、産総研の開発した検索システムとGoogle Earthプラグインによるインターフェイスで、GeoTIFFまたはKMLファイルをダウンロードできる。
このシステムにより、従来一般に公開されていたものより、高解像度で最新の衛星画像を無料で広く利用する環境が整備された。